# Distrikt San Ramón
Der Distrikt San Ramón liegt in der Provinz Chanchamayo in der Verwaltungsregion Junín in Zentral-Peru. Der Distrikt San Ramón hat eine Fläche von 591,67 km². Beim Zensus 2017 wurden 25.800 Einwohner gezählt. Im Jahr 1993 lag die Einwohnerzahl bei 21.968, im Jahr 2007 bei 26.088. Verwaltungssitz ist die Stadt San Ramón.

## Geographische Lage
Der Distrikt San Ramón liegt in der peruanischen Zentralkordillere. Er wird von den Flüssen Río Tarma und Río Tulumayo durchflossen. Diese vereinigen sich bei der Stadt San Ramón zum Río Chanchamayo. Die Längsausdehnung in WNW-OSO-Richtung beträgt etwa 62 km, die Breite liegt bei 10 km.
Der Distrikt San Ramón grenzt im Norden an den Distrikt Chanchamayo, im Südosten an den Distrikt Vitoc sowie im Süden und Westen an die Provinz Tarma.